# 웹사이트

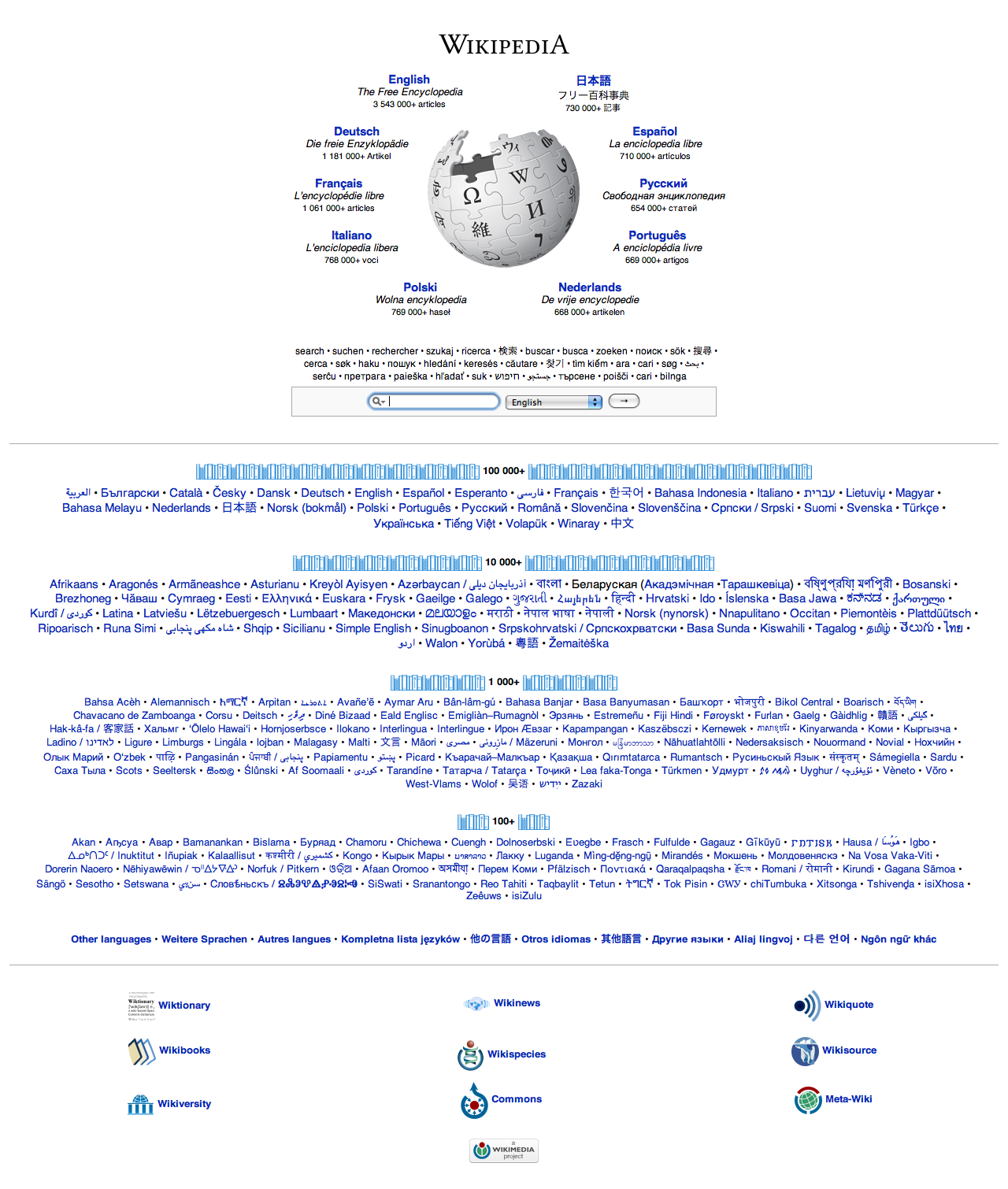

웹사이트(영어: website, 문화어: 웨브싸이트)는 인터넷 프로토콜 기반의 네트워크에서 도메인 이름이나 IP 주소, 루트 경로만으로 이루어진 일반 URL을 통하여 보이는 웹 페이지들의 의미 있는 묶음이다. 대한민국에서 흔히 말하는 홈페이지는 엄밀히 말해 웹사이트를 지칭한다. 최초의 웹사이트는 팀 버너스리가 1990년에 CERN에서 만든 info.cern.ch이다. (지금도 CERN사이트 안에 존재함.)
웹사이트는 인터넷이나 랜과 같은 네트워크를 통해 접속할 수 있는, 적어도 하나의 웹 서버 상에서 호스팅된다. 웹 페이지는 HTML/XHTML의 형식으로 표현되지만 일반적으로 순수 문자열로 쓰여진 문서이다. 웹 페이지는 HTTP를 통하여 접속되며 가끔씩은 HTTPS를 통한 암호화를 사용하여 웹 페이지 콘텐츠를 이용한 사람들에게 보안과 개인 정보 보호를 제공한다. 사용자가 이용하는 웹 브라우저는 HTML 마크업 명령을 모니터에 표시하는 그대로 페이지 내용을 표현한다.
공식적으로 접속할 수 있는 모든 웹사이트는 총체적으로 월드 와이드 웹을 이루고 있다.

## 역사
월드 와이드 웹(WWW)는 1989년 CERN의 팀 버너스리가 만들었다. 1993년 4월 30일에 CERN은 월드 와이드 웹이 누구나 자유롭게 이용할 수 있을 것이라고 선언하였다. HTML과 HTTP가 도입되기 전에 파일 전송 프로토콜과 고퍼 프로토콜과 같은 다른 프로토콜들이 서버로부터 개별 파일을 내려받는 데 쓰였다. 이러한 프로토콜들은 사용자가 탐색하고 파일을 내려받는 단순한 디렉터리 구조를 제공한다. 문서는 워드 프로세서 형식 등으로 형식화되지 않은 순수 문자로만 된 글자로 표현되었다.

## info.cern.ch
1989년 CERN의 팀 버너스리가 만든 세계 최초의 웹 사이트로 CERN 홈페이지 안에 Welcome to info.cern.ch!이라는 제목을 가지고 있다. 이 웹사이트에서는 개발자인 팀 버너스리의 소개와 생애, 연구자료, 스크린샷 등 여러 CERN의 서비스를 제공하고 있다. 그 후로, 약 24년 동안 전 세계 수억 개의 사이트가 새로 생겼으며, 지금도 계속 늘어나고 있다.

## 기능별 분류
기능으로 분류하면 웹사이트는 다음과 같이 나뉜다.
- 개인 웹사이트
- 상용 웹사이트
- 정부 웹사이트
- 비영리 단체 웹사이트

## 종류
- 포털 사이트 - 현관문이란 뜻으로 정보검색, 커뮤니티를 통합한 형태의 웹사이트이다.
- 검색 사이트 - 웹 크롤러가 수집한 많은 인터넷상의 웹문서중 사용자가 검색한 정보만 추출해서 보여준다.
- 전자상거래 사이트 - 인터넷을 통해 상품을 사고판다.
- 다운로드 사이트 - 소프트웨어나 바탕화면 등의 자료를 받는다.
- 정보 사이트 - 어떤 주제에 관한 상세한 정보를 알려준다.
- 미러 사이트
- 블로그
- 인터넷 포럼

## 기관별(도메인) 분류
- ac(Academy) : 대학, 대학원.
- co(Company), com(Commercial) : 기업, 상업기관.
- go(Government) : 정부기관.
- net(Network) : 네트워크 관련 단체 도메인.
- or(Organization) : 비영리기관.
- pe(Personel) : 개인 홈페이지.
- re(Research) : 연구기관.
- es(Elementary School) : 초등학교.
- ms(middle school) : 중학교.
- hs(high school, secondary schoo) : 고등학교.
- sc(School) : 기타학교(특수학교 등).

## 인트로 페이지
각각의 모든 웹사이트 또는 홈페이지는 특수한 단하나의 예약된 'index.html'이라는 페이지를 갖고있다. 이는 최초의 인트로 웹페이지이며  웹브라우저는 디폴트로 브라우저가 방문한 사이트(디렉토리)의 'index.html'의 이름을 갖는 HTML 파일을 우선적으로 읽어들이도록 되어있다. 이러한 index.html 파일은 일반적으로 <frameset> 태그와 하위의 <frame>태그로 영역 구획 및 여기에 콘텐츠를 넘겨주는 기능을 하는 간단한 구조의 그릇 역할처럼 설정되곤 한다.

## 같이 보기
- 전자 게시판
- 깨진 링크
- 웹사이트 목록
- 사이트맵
- 웹 디자인
- 웹 개발
- 웹 호스팅 서비스
- 웹사이트 모네타이제이션
- 월드 와이드 웹 컨소시엄